# Rituale di deferenza
Il rituale di deferenza consiste nella manifestazione all'interlocutore del nostro apprezzamento nei suoi riguardi o in ciò che esso rappresenta.
È un concetto sociologico ideato da Erving Goffman riguardante la comunicazione interpersonale.

## Suddivisione
Si divide in 
- rituali di discrezione (detti anche negativi): ossia come l'individuo deve evitare di invadere e violare la sfera sacrale dell'altra persona.
- rituali di presentazione (detti anche positivi): ossia come l'individuo dovrebbe presentarsi agli occhi dell'interlocutore; che a loro volta si dividono in 
  - rituali di ratifica (per esempio ci congratuliamo con qualcuno che si sposa; perché ha subito una ratifica ossia una modifica del suo status precedente).
  - rituali di accesso (ad esempio un cenno di saluto per entrare a far parte di un gruppo già formato).

## Territori del self
Tra i rituali di presentazione e di discrezione riscontriamo conflitti poiché con essi è facile invadere la sfera personale di un individuo; la quale è composta da territori del self che sono continuamente esposti alla minaccia di profanazione e violazioni da parte degli altri individui. Si suddividono in:
1. Spazio personale: è lo spazio che circonda l'individuo, una sorta di bolla intorno al corpo la cui violazione provoca notevole fastidio;
2. Spazio d'uso: minimo spazio d'azione che ci ritagliamo per poter fare ciò che dobbiamo fare;
3. Nicchia: spazio ben delimitato sul quale il soggetto ha pretese temporanee ma esclusive (per esempio la poltrona del cinema);
4. Turno: è la priorità di un individuo nel rivendicare un bene o diritto in quanto in possesso di un qualcosa che lo legittimi;
5. Guaina: oggetto che può considerarsi una seconda pelle (per esempio i vestiti);
6. Riserva di possesso: oggetti che servono per identificare il possessore (per esempio effetti personali lasciati sulla poltrona del cinema);
7. Riserva d'informazione: è il controllo che l'individuo esercita su un insieme di fatti che lo riguardano (privacy);
8. Riserva conversazionale: è il diritto degli individui impegnati in una conversazione a non fare entrare estranei.

## Tipi di violazione
Le violazioni dei diversi territori si dividono in 6 tipi:
- Posizione: quando un corpo si trova troppo vicino ad un territorio;
- Tocco: il nostro corpo può toccare e quindi violare il corpo di altre persone;
- Penetrazione visiva: violazione dello spazio altrui effettuata con lo sguardo;
- Penetrazione sonora: il nostro spazio viene invaso da urla, suoni e grida;
- Penetrazione conversazionale: si ha quando qualcuno si rivolge ad una persona che non conosce o quando un individuo si inserisce nel bel mezzo di una comunicazione;
- Secrezioni corporee (saliva, odori ecc).

## Rituali di riparazione
Un altro tipo di rituale è costituito dai rituali di riparazione che servono a porre rimedio alle violazioni dei territori del self:
1. riparazione (ad esempio tramite l'espressione "scusa")
2. accettazione
3. apprezzamento
4. minimizzazione